# リリアーナ・セグレ
リリアーナ・セグレ(1930年9月10日 - 、本名リリアーナ・セグレ・ベッリ・パチ イタリア語: Liliana Segre Belli Paci)はイタリアの終身上院議員で、イタリア大統領セルジョ・マッタレッラにより2018年1月19日に任命された。

## 人物
1930年にユダヤ人として生まれる。1938年に人種差別法の制定により学校を退学処分になると1943年に家族と共に逮捕され、やがてアウシュヴィッツ＝ビルケナウ強制収容所へ送られる。1990年以降、自分の体験を話すようになり、特に若い世代に伝えている。

## 経歴

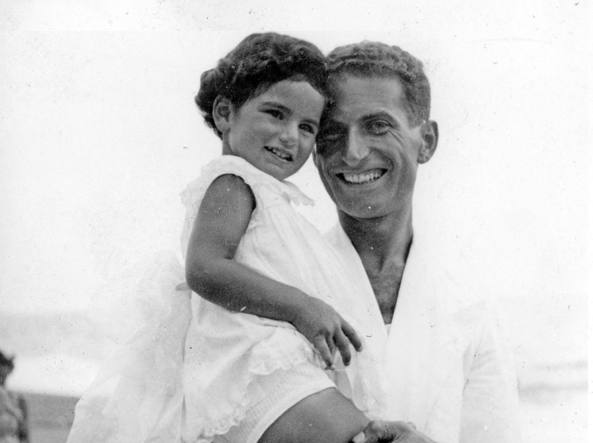
リリアーナと父のアルベルト

ミラノのユダヤ人家庭に生まれ、父親のアルベルトと父方の祖父ジュゼッペ・セグレ、祖母オルガ・ロエヴィと暮らした。母親のルチア・フォリーニョは娘が1歳になる前に亡くなっている。家族は世俗主義的だったため、1938年の人種差別法の制定後に学校を退学させられるまで、ユダヤ人と自覚したことはないという。
ユダヤ人迫害の強化により、父親は偽造書類を使用し友人の家に娘リリアーナを隠した。しかし娘が13歳の時、父親と親戚2人と共に1943年12月10日にスイスに亡命を試みたがスイス当局に拒絶されると、翌日ヴァレーゼ県のファシスト党員により逮捕された。ヴァレーゼに6日間拘束された後にコモ、次いでミラノへ移送され40日間拘禁されている。
1944年1月30日にミラノ中央駅の第21プラットフォームを出発、アウシュヴィッツ＝ビルケナウ強制収容所へ7日間かけて送られた。到着後すぐに父アルベルトと離ればなれにされて二度と会う事はなく、父は1944年4月27日に死亡した。1944年5月18日に父方の祖父母がコモ県のインヴェリーゴで逮捕されると数週間後にアウシュビッツに送られ、1944年6月30日収容所で死亡している。
強制所での選別でセグレは腕に「75190」というシリアルナンバーの刺青を入れられ、シーメンス管轄の弾薬工場で約1年間働かされた。強制収容されていた間に他に3回の選別を受けた。1945年1月下旬に収容所の撤退に伴いドイツへの「死の行軍」を経験する。
1945年5月1日にソ連の赤軍によりラーフェンスブリュック強制収容所管理下のマルヒョー強制収容所から開放された。アウシュビッツに送られた14歳以下の子供たち776人のうち、生き残ったのはセグレを含めわずか35人である。
ナチのホロコーストを経たセグレは、家族で唯一の生き残りである母方の祖父母と一緒にマルケ州に住んだ。1948年に出会ったアルフレード・ベッリ・パチはカトリック教徒で、イタリア社会共和国への忠誠を拒絶したためナチの強制収容所に送られながらも生き残った人物である。ふたりは1951年に結婚、3人の子供に恵まれた。

## 強制収容についての証言

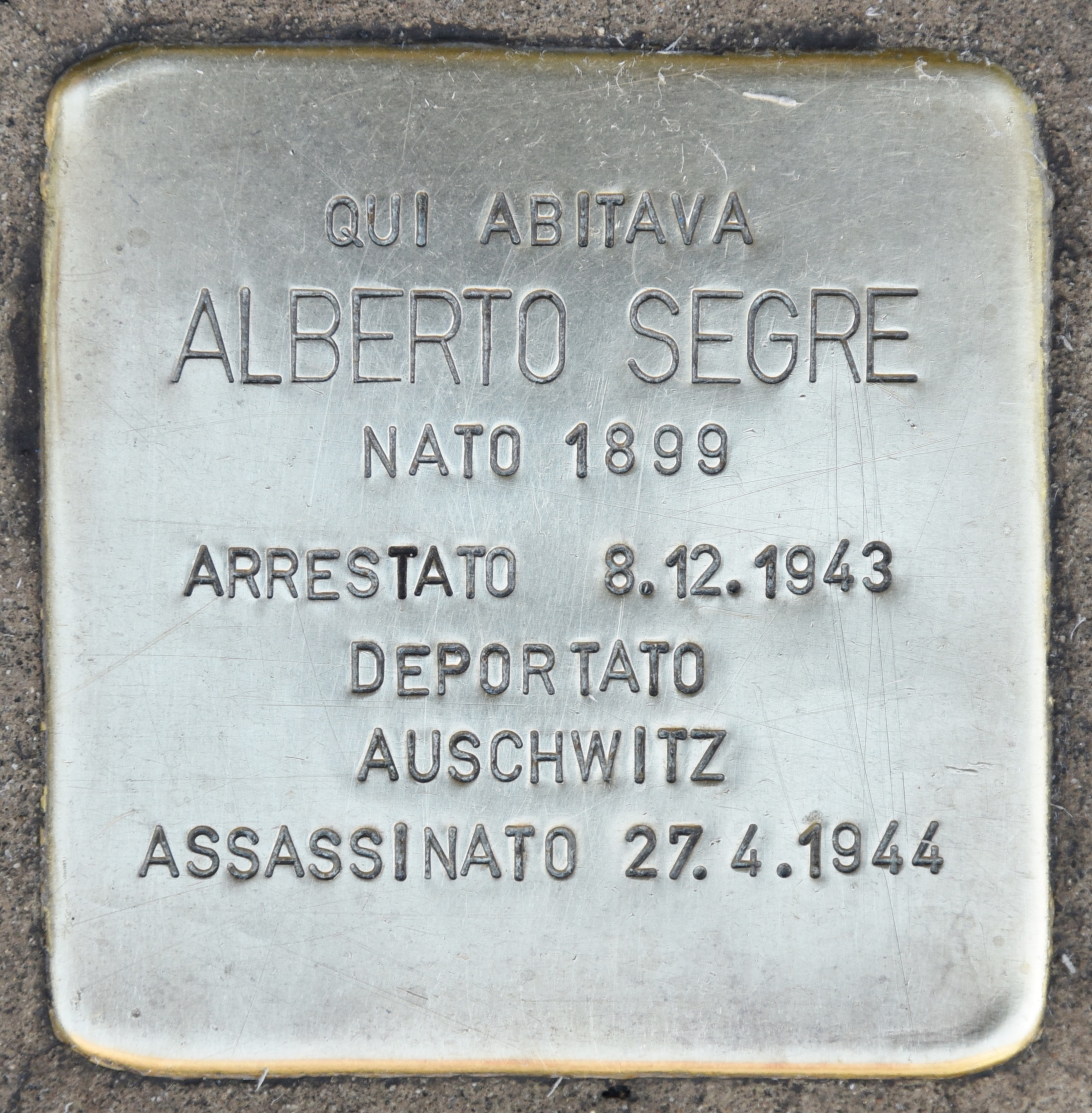
道路に埋め込まれたリリアーナの父アルベルトのストルパーシュタイン（躓きの石）

長い間セグレは強制収容所での体験を公に話そうとしなかった。ホロコーストを生きながらえた他の多くの子供達と同様に、家に戻り「普通」の生活をするというのはとても困難な事だった。またセグレは強制収容所の頃の事を聞かれても、嬉しい事は何一つなかったと記憶している。
| "Era molto difficile per i miei parenti convivere con un animale ferito come ero io: una ragazzina reduce dall’inferno, dalla quale si pretendeva docilità e rassegnazione. Imparai ben presto a tenere per me i miei ricordi tragici e la mia profonda tristezza. Nessuno mi capiva, ero io che dovevo adeguarmi ad un mondo che voleva dimenticare gli eventi dolorosi appena passati, che voleva ricominciare, avido di divertimenti e spensieratezza." | 周りの人達にとって、地獄から戻ってきた従順で諦めを強いられた小さい少女、私という傷ついた生きものと一緒に送る生活はとても困難な事だった。すぐに悲惨な記憶と深い悲しみを内に秘めておく事を学んだ。誰にも理解してもらえないし、耐え難い出来事をただの過去として忘れ、一人、楽しく安穏と暮らす世界に適応しなければならなかった。 |

彼女が沈黙を破る事を決めたのは1990年代初頭の事だった。学校や講演会に出向き、あの時代の出来事を若い人たちに伝え、同じ経験をした人や、もはや自分では伝える事が出来なくなった数百万の人を代弁した。ドキュメンタリー映像「Memoria」にも出演しており、同作は1997年にベルリン国際映画祭に出展されている。
2004年にはGoti Herskovits BauerとGiuliana Fiorentino Tedeschiと共にDaniela Padoanによる「Come una rana d'inverno. Conversazioni con tre donne sopravissute ad Auschwitz」（冬のカエルのように：アウシュビッツから生き残った3人の女性との談話）でインタビューを受け、2005年にはEmanuela Zuccalàの筆による詳細な回顧録『Sopravvissuta ad Auschwitz. Liliana Segre fra le ultime testimoni della Shoah』（アウシュビッツを生き残って。リリアーナ・セグレ：ホロコーストの最後の目撃者の1人）が出版された。
2009年には彼女のインタビューがRacconti di chi è sopravvissuto（生き残った者達の物語）というプロジェクトに掲載された。これは1995年から2008年にマルチェッロ・ペゼッティによって行われた調査で、ミラノのCentro di Documentazione Ebraica Contemporanea (現代ユダヤ人文書センター) の委託を受け、ナチの強制収容を生き残って当時まだ生存していた人達の証言を集めたものである。また同年は、ロシアの詩人イツァーク・カツェネルソン（英語版）が書いた詩「Dos lid funem oysgehargetn yidishn folk（殺されたユダヤ人達の歌）」に触発されたモニ・オヴァディアのドキュメンタリー映画「Binario 21（第21プラットフォーム）」にも出演した (監督はフェリーチェ・カッパ)。
2008年11月27日に、トリエステ大学がセグレに法学名誉学位を授与し、2010年12月15日にはヴェローナ大学から教育科学の名誉学位を贈られている。

## 終身上院議員
2018年1月19日にイタリアの人種差別法制定80年の年として、イタリア大統領セルジョ・マッタレッラがイタリア共和国憲法・第59条を元に高い社会貢献を評してセグレを終身上院議員に任命した。これは女性としてはカミーラ・ラヴェーラ、リタ・レヴィ＝モンタルチーニ、エレナ・カッターネオに次ぐ4人目の終身上院議員就任である。

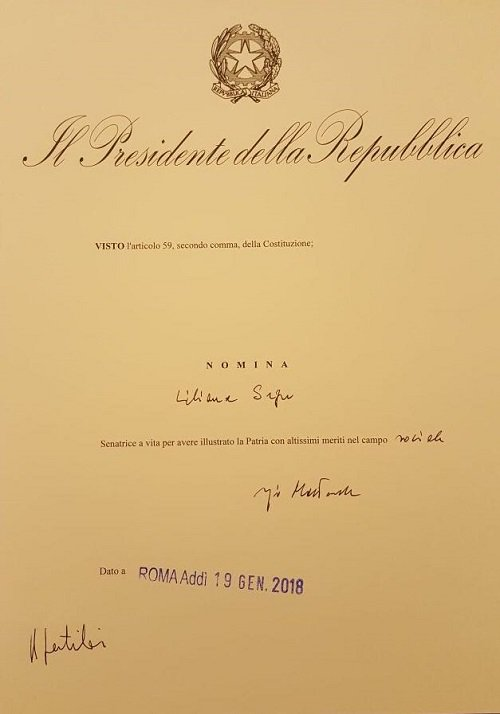
イタリア大統領セルジョ・マッタレッラによるリリーアナ・セグレの終身上院議員任命書

## 著作物
- (イタリア語) Un infanzia perduta. フィレンツェ: La Nuova Italia. (1996). ISBN 882211762X

- Di Gianantonio, Anna; Peteani, Gianni; Gallo, Andrea; Segre, Liliana (2011) (イタリア語). Ondina Peteani: La lotta partigiana, la deportazione ad Auschwitz, l'impegno sociale : una vita per la libertà. ミラノ: Mursia. ISBN 9788842543916. OCLC 905194728

インタビュー、伝記
- Segre, Liliana; Zuccalà, Emanuela (2005) (イタリア語). Sopravvissuta ad Auschwitz: Liliana Segre fra le ultime testimoni della Shoah. Uomini e donne. Milano: Paoline. ISBN 9788831527699. OCLC 181446764

- Daniela Palumbo (2015) (イタリア語). Fino a quando la mia stella brillerà. prefazione di Ferruccio De Bortoli. Piemme. ISBN 8856639491 2018年12月3日閲覧。 - 私の星が輝くまで (児童文学)

- Mentana, Enrico (2015) (イタリア語). La memoria rende liberi. Milano: Rizzoli. ISBN 978-88-17-07568-8 2018年12月3日閲覧。

- Sarano, Alfredo; Mazzoli, Roberto; Segre, Liliana (2017) (イタリア語). Siamo qui, siamo vivi: il diario inedito di Alfredo Sarano e della famiglia scampati alla Shoah. Milano: Cinisello Balsamo. ISBN 9788892212411. OCLC 1020275645 - 私たちはここにいる、私たちは生きている：アルフレード・サラノ (Alfredo Sarano) の未発表日記とホロコーストを逃れた家族

- Greco, Silvana; Segre, Liliana (2017). “La spirale del misconoscimento e la lotta per il riconoscimento di Liliana Segre, testimone della Shoah” (イタリア語). Lombardia judaica: i secoli aurei di Mantova e un caso emblematico della Shoah milanese. Testi e studi. Associazione italiana per lo studio del giudaismo. フィレンツェ: Giuntina. ISBN 9788880577225. OCLC 1007156318 - ロンバルディア州のユダヤ人：マントヴァの黄金時代とミラノのショアーの象徴的な例

映像記録
- Segre, B. P. L.; Sacerdote, L.; & USC Shoah Foundation (1998). Liliana Segre Belli Paci oral history (interview code: 38355) (eVideo 7巻 (193分); 映像記録: カラー). USC Shoah Foundation collection in USC Shoah Foundation Visual History Archive, 1994-2017 (イタリア語、英語). カリフォルニア州ロサンジェルス: 南カリフォルニア大学ショアー財団. OCLC 1042068186. - 口述による自伝

- Liliana Segre; Felice Cappa (聞き手); Ovadia, Moni (朗読); Katzenelson, Itzhak (作詩) (2010). Binario 21. Bologna: Corvino Meda. ISBN 9788890295096. OCLC 535488072. - イタリアのホロコースト生存者リリアナ・セグレのインタビュー。Moni Ovadiaによる詩の朗読はユダヤ系ロシア人の教師で詩人・劇作家のイツァーク・カツェネルソン作「Lid funemoysge'harg'eṭn Yidishnfolḳ」のイタリア語訳である。